# Eviva España
"Eviva España", i vissa versioner även "Viva España" eller "Y Viva España", är en sång med musik av Leo Caerts och text av Leo Rozenstraten. Samantha från Belgien spelade 1971 in originalet av sången, på flamländska. I Västtyskland och Nederländerna var versioner av nederländska Imca Marina populärast, och hette då Viva España. Eviva är inte ett spanskt ord utan hittades på av textförfattarna för att melodin skulle följa texten bättre.
Leif Nilsson skrev en text på svenska som heter Eviva España, vilken spelades in av Sylvia Vrethammar på singeln Sonet T-7908. Den låg på Svensktoppen i 11 veckor under perioden 3 juni-12 augusti 1973, med en förstaplats som främsta merit. Vrethammar spelade även in låten på engelska, nådde plats fyra på brittiska singellistan och framförde låten i teveprogrammet Top of the Pops. Singeln sålde i över en miljon exemplar under sina sex månader på brittiska topplistan, och belönades med en guldskiva.
I 2012 års upplaga av Så mycket bättre i TV 4 gjorde Olle Ljungström en egen tolkning av låten. Vrethammars tolkning av låten är en av titlarna i boken Tusen svenska klassiker (2009).
Gro Anita Schønn sjöng in låten på norska, och nådde tredjeplatsen på den norska singellistan 1973.
Låten skapade viss politisk kontrovers då den ansågs hylla Francisco Franco-regimen i Spanien. Vrethammar försvarade sången och menade att den var en hyllning till sommaren och saknade politisk betydelse. Hon fick utstå hot per telefon och folk kunde kalla henne fascist när hon var ute och handlade.
Sången korades 2005 till pophistoriens tredje mest medryckande sång av en brittisk forskare.

## Listplaceringar

### Imca Marina
| Lista (1973)  | Topplacering |
| ------------- | ------------ |
| Nederländerna | 17           |
| Norge         | 8            |

### Fotnoter
1. ↑  ”Joakim Tegblom - Låtar du trodde var svenska”. Arkiverad från originalet den 26 oktober 2013. https://web.archive.org/web/20131026075436/http://gotiskaklubben.wordpress.com/2013/09/22/latar-du-trodde-var-svenska/. Läst 1 augusti 2014.
2. 1 2 3 4  Gradvall et al 2009, #384
3. ↑  ”Svensk mediedatabas”. http://smdb.kb.se/catalog/id/001459176. Läst 13 maj 2011.
4. ↑  Svensktoppen - 1973
5. ↑  ”Listplacering”. http://norwegiancharts.com/showitem.asp?interpret=Gro+Anita+Sch%F8nn&titel=Eviva+Espa%F1a&cat=s. Läst 13 maj 2011.
6. ↑  ”Listplacering”. http://dutchcharts.nl/showitem.asp?interpret=Imca+Marina&titel=Viva+Espa%F1a&cat=s. Läst 13 maj 2011.
7. ↑  ”Listplacering”. http://norwegiancharts.com/showitem.asp?interpret=Imca+Marina&titel=Viva+Espa%F1a&cat=s. Läst 13 maj 2011.